# Талон (карти)

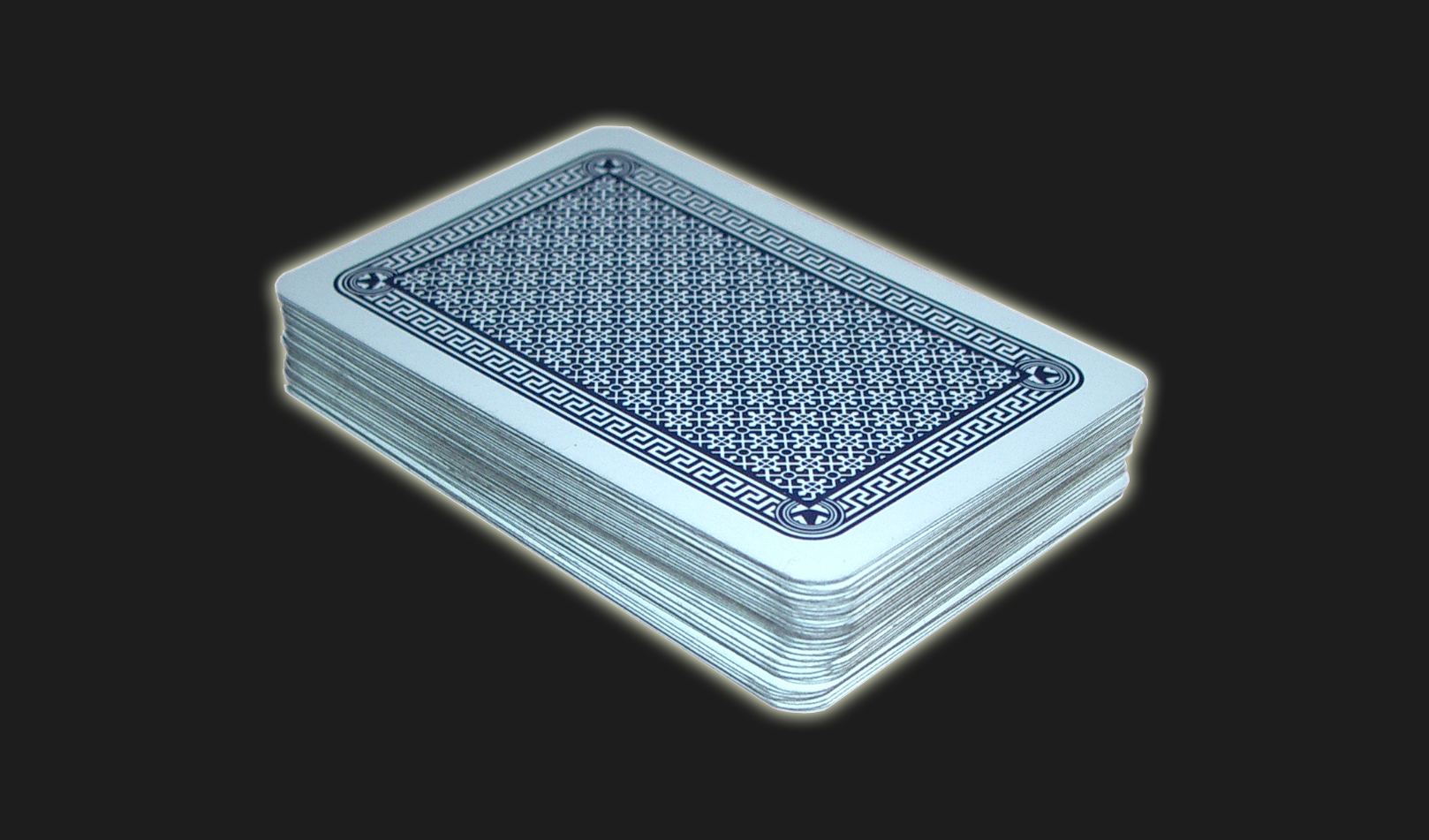
Талон карт

Тало́н чи магази́н — термін у картівних іграх, що позначає частину колоди, з якої гравці добирають карти в процесі гри після роздачі. Енциклопедичний словник Маєра 1909 року описує талон як «карти, що залишилися після роздачі». В азартних іграх, наприклад, у дурні, талон — це колода карт, з якої бере здавач. Здебільшого талон являє собою частину колоди, покладену сорочкою догори, хоча в деяких іграх слід класти лицьовим боком донизу.

## Прикуп
Специфічним різновидом талону є при́куп — цей термін позначає частину колоди, яка відповідно до правил гри дістається деяким гравцям у процесі гри на додаток до розданих карт, зазвичай шляхом обміну декількох наявних на руках карт. У преферансі прикуп позначає дві додаткові карти, які одержує гравець унаслідок виграної торгівлі. У доміно термін, також званий «базаром», позначає резерв нерозданих кісточок, які гравець добирає в разі відсутності в нього кісточок з номіналом, необхідним для продовження ланцюгу доміно.